# Zenta Kopp
Zenta Kopp (República Federal Alemana, 29 de diciembre de 1933) fue una atleta alemana especializada en la prueba de 80 m vallas, en la que consiguió ser subcampeona europea en 1958.

## Carrera deportiva
En el Campeonato Europeo de Atletismo de 1958 ganó la medalla de plata en los 80 m vallas, con un tiempo de 10.9 segundos, llegando a meta tras la soviética Galina Bystrova (oro también con 10.9 s que fue récord de los campeonatos) y por delante de la también alemana Gisela Birkemeyer (bronce).